# Букура
Букура (рум. Bucura) — село у повіті Мехедінць в Румунії. Адміністративно підпорядковане місту Винжу-Маре.
Село розташоване на відстані 256 км на захід від Бухареста, 30 км на південний схід від Дробета-Турну-Северина, 75 км на захід від Крайови.

## Населення
За даними перепису населення 2002 року у селі проживала 381 особа, усі — румуни. Усі жителі села рідною мовою назвали румунську.